# Réserve naturelle régionale des gorges de Daluis
La réserve naturelle régionale des gorges de Daluis (RNR262) est une réserve naturelle régionale située principalement à Guillaumes, dans les Alpes-Maritimes, en Provence-Alpes-Côte d'Azur. 
Classée en 2012, elle occupe une surface de 1 082 hectares et protège des gorges remarquables creusées par le Var dans des roches de couleur rouge lie de vin.
Les gorges sont qualifiées de "Colorado niçois" pour leurs à-pics de 300 mètres.

## Localisation

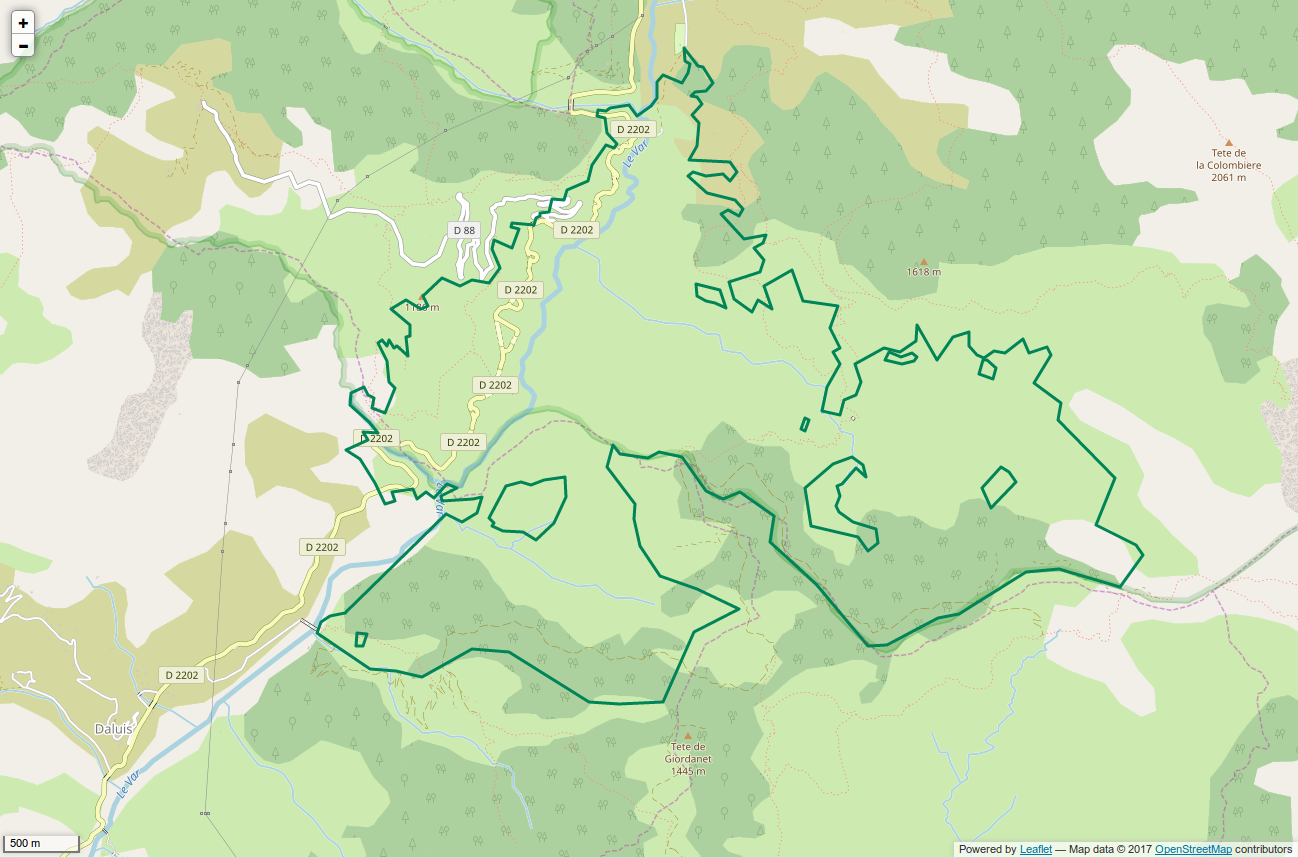
Périmètre de la réserve naturelle.

Le territoire de la réserve naturelle est dans le département des Alpes-Maritimes, sur les communes de Guillaumes et de Daluis. Outre le secteur des gorges, il comprend deux zones complémentaires au sud et à l'est.

## Histoire du site et de la réserve
Les roches rouges caractéristiques du site sont appelées pélites et datent du Permien. Il y a plus de 250 millions d'années, des cendres volcaniques et des sédiments fins se sont déposés dans des bassins peu profonds puis ont été oxydés jusqu'à obtenir cette teinte caractéristique qui fait du site un "Colorado niçois". Le Var a ensuite entaillé ces couches sur plus de 900 m pour former les gorges.
La Communauté de communes des Alpes d'Azur et la LPO Provence-Alpes-Côte d'Azur sont à l'origine de la création de la réserve naturelle. 

## Écologie (biodiversité, intérêt écopaysager…)
Le site est remarquable à plusieurs titres : la géologie exceptionnelle des lieux, la présence de plantes variées dont certaines sont rares, enfin la fréquentation par de nombreuses espèces animales, particulièrement oiseaux, chauve-souris, reptiles et invertébrés dont certaines sont endémiques.

### Géologie
Les gorges sont taillées dans la pélite permienne.
La barrotite et la gilmarite sont des minéraux uniquement present dans les gorges.
Outre l'aspect des gorges et les traces de l'érosion laissées par le Var, le site recèle d'autres formes remarquables comme des rides de courant ou des impacts de gouttes de pluie fossilisés. Des filons de minéraux au sein de la roche résultent de l'histoire complexe du massif. On y a trouvé des échantillons uniques, la plupart liés à la présence du cuivre.

### Flore
L'étagement des milieux selon l'altitude et la nature des roches expliquent la grande diversité d'espèces floristiques. On y trouve au moins 3 espèces protégées au niveau national et dix rares comme le Saxifrage à feuilles en languette.

### Faune
84 espèces d'oiseaux ont été recensé. 
De nombreuses cavités existantes servent de gîtes pour les 25 espèces de chauves-souris (dont le Petit rhinolophe qui fréquentent le site). 
Certains oiseaux utilisent les gorges comme refuge hivernal (Perdrix bartavelle, Tétras lyre) tandis que d'autres sont liés aux falaises : Aigle royal, Faucon pèlerin, Circaète Jean-le-Blanc, Grand-duc d'Europe ou Tichodrome échelette. 
On trouve plusieurs espèces endémiques comme le Spélerpès de Strinati.
On trouve également deux espèces de mollusques endémiques des roches de pélites, le maillot des pélites et le marbrée des pélites. Comme leur nom l'indique, ces deux espèces d'escargots vivent uniquement sur ces roches rouges.  

## Intérêt touristique et pédagogique
L'écotourisme se développe dans les gorges avec plusieurs itinéraires de randonnées pédestre.
Elles sont parties des haltes de la route des grandes Alpes.
Deux sentiers balisés, circuits de la Clue d'Amen (4 h 30 min) et du Point Sublime (1 h 15 min), permettent de découvrir le site.

## Administration, plan de gestion, règlement
La réserve naturelle est gérée par la Communauté de communes des Alpes d'Azur et la LPO Provence-Alpes-Côte d'Azur.

### Outils et statut juridique
La réserve naturelle a été créée par une délibération du 29 octobre 2012.

## Voir aussi

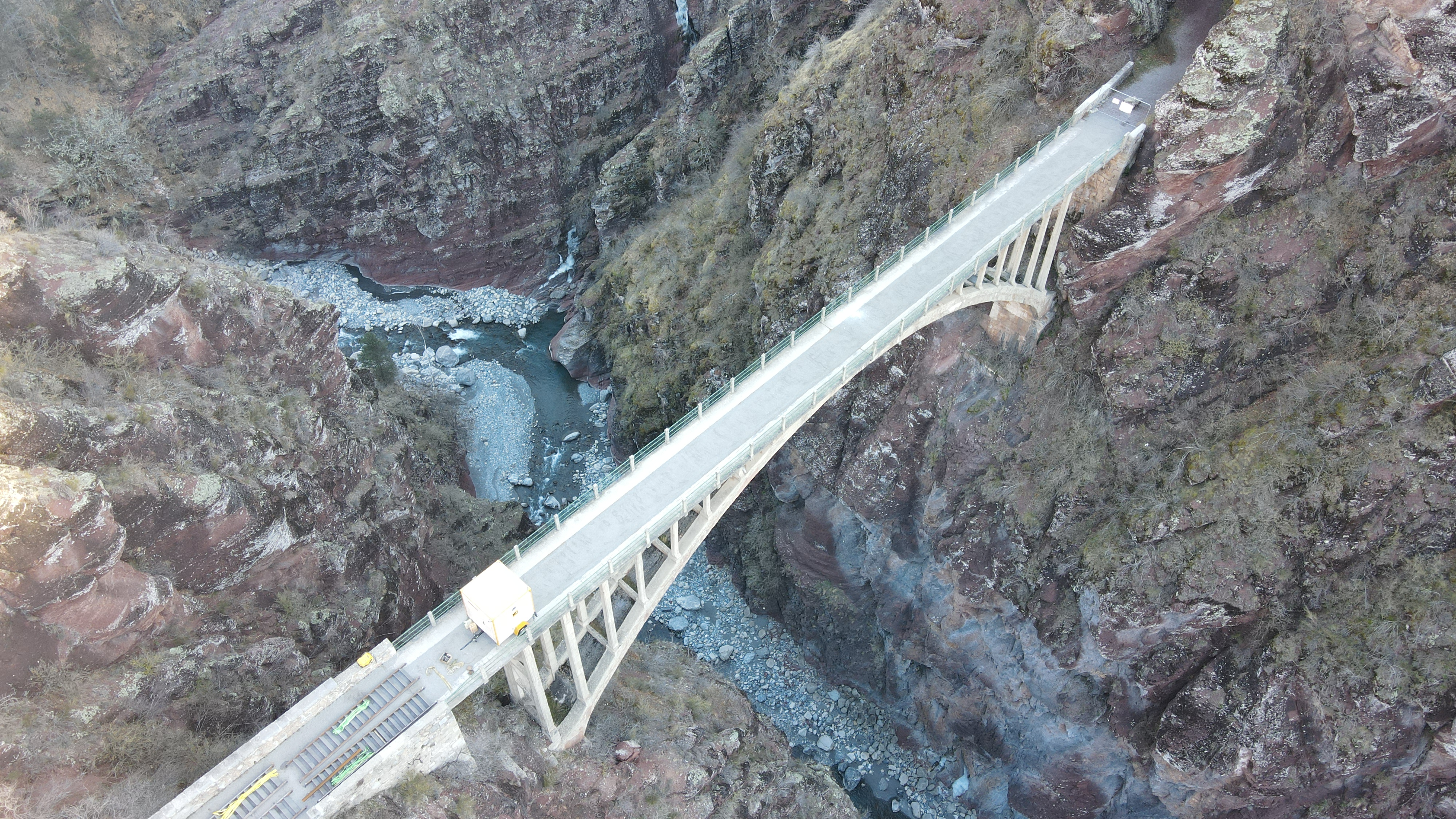
pont de la mrié par cobol drone

### Articles connexes

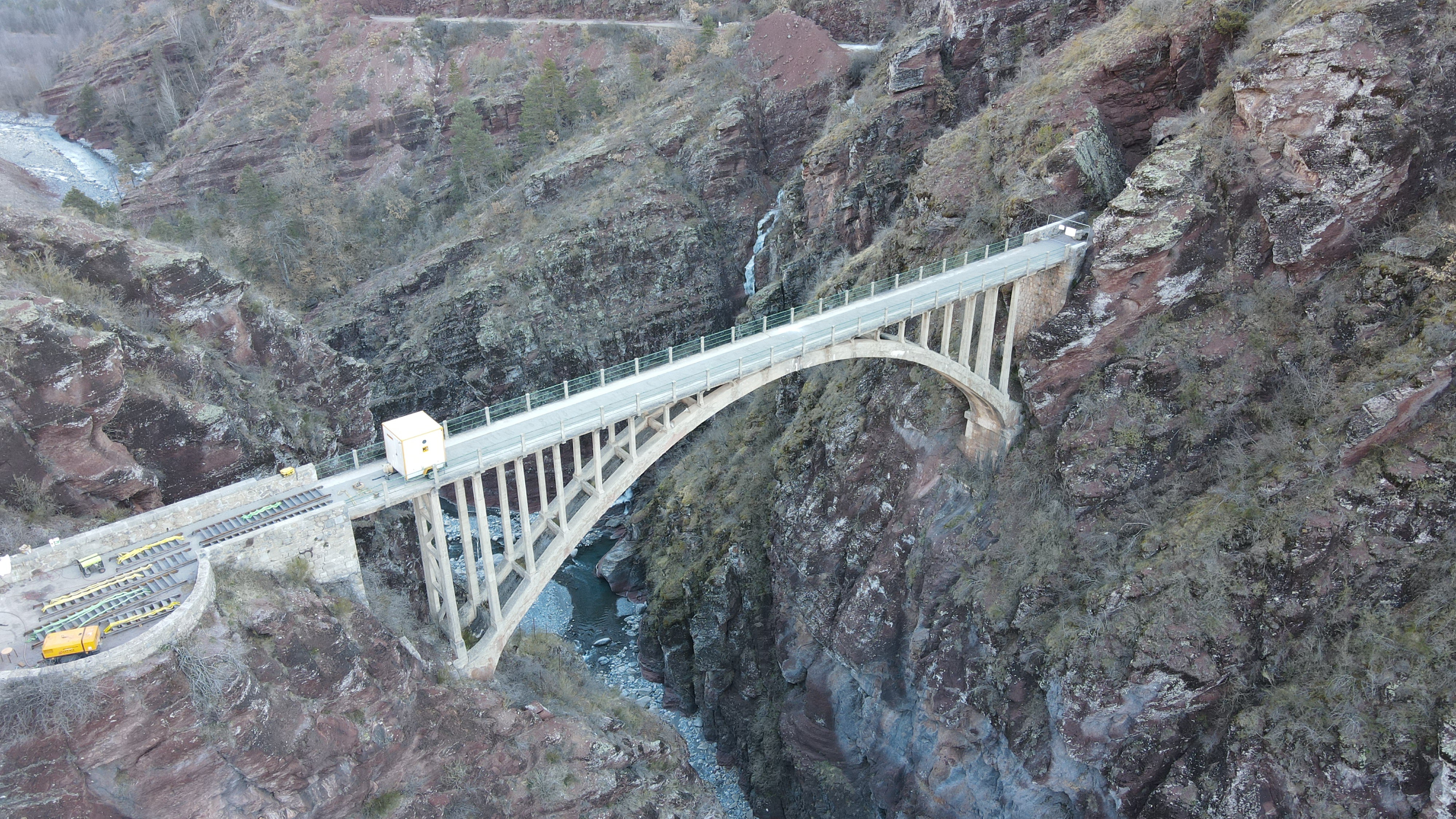
pont de la marié par cobol drone